# مابل تاليافيرو
مابل تاليافيرو (بالإنجليزية: Mabel Taliaferro)‏ هي ممثلة أمريكية، ولدت في 21 مايو 1887 بنيويورك في الولايات المتحدة، وتوفيت في 24 يناير 1979 بهونولولو في الولايات المتحدة.

## وصلات خارجية
- مابل تاليافيرو على موقع IMDb (الإنجليزية)
- مابل تاليافيرو على موقع ميوزك برينز (الإنجليزية)
- مابل تاليافيرو على موقع أول موفي (الإنجليزية)
- مابل تاليافيرو على موقع قاعدة بيانات برودواي على الإنترنت (الإنجليزية)
- مابل تاليافيرو على موقع قاعدة بيانات برودواي على الإنترنت (الإنجليزية)
- مابل تاليافيرو على موقع قاعدة بيانات الأفلام السويدية (السويدية)